# Кундуз
 Тази статия е за града в Афганистан.  За провинцията вижте Кундуз (провинция).  За окръга вижте Кундуз (окръг).
Кундуз (на пущунски: کندز‎) е град в северен Афганистан, административен център на провинция Кундуз и окръг Кундуз. Населението му е около 305 000 души (2012).
Разположен е на 391 m надморска височина в историческата област Бактрия, на 245 km северно от столицата Кабул и на 54 km южно от границата с Таджикистан. Градът съществува още в Античността под името Драпсака, а през III век е център на будизма. От XVIII век е столица на ханство, завладяно от Афганистан през 1859 година.

## Известни личности
Починали в Кундуз
- Юкук (?-653), тюркски каган